# Palais Loredan a Campo Santo Stefano

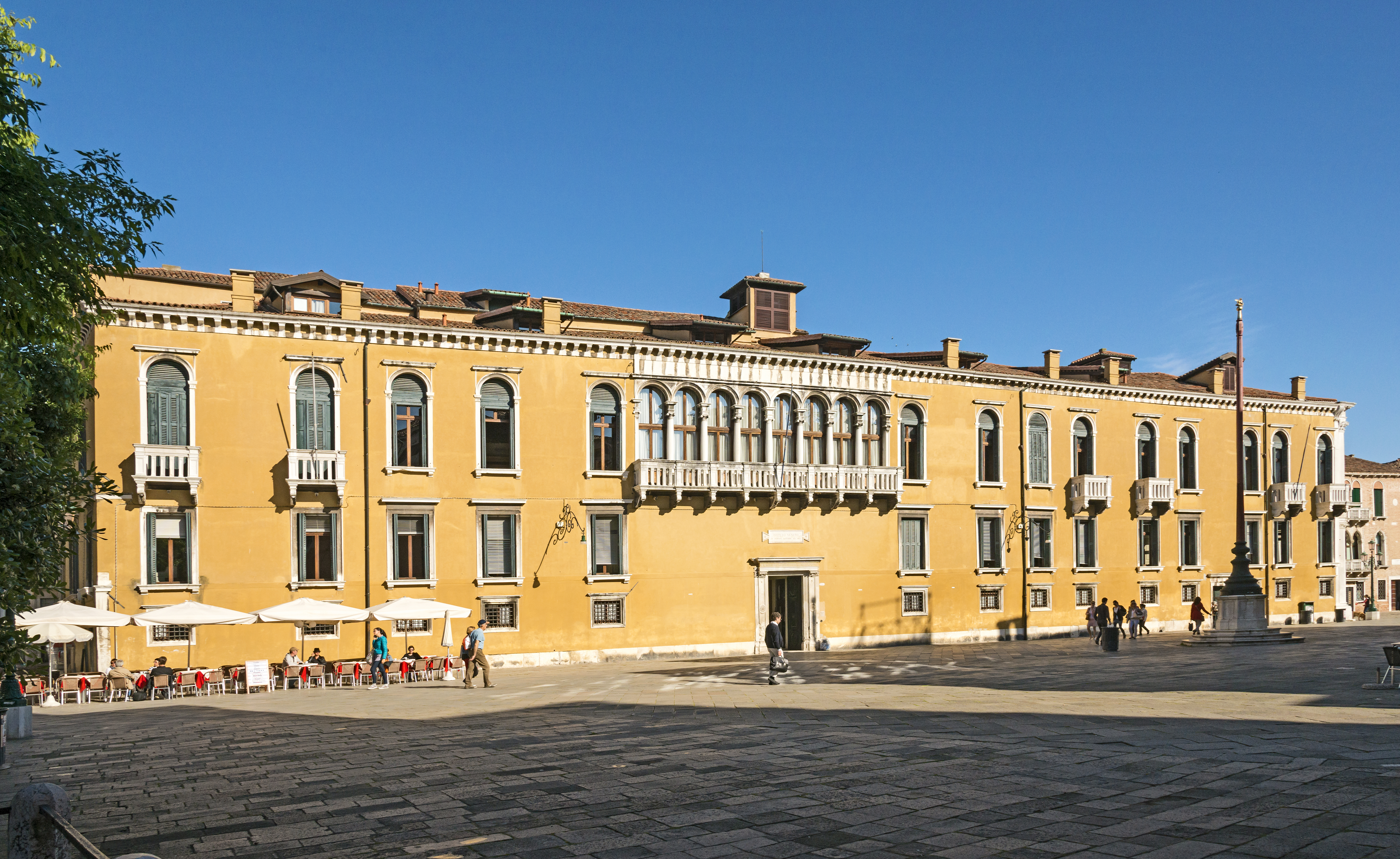
Palazzo Loredan à Campo Santo Stefano (côté long)

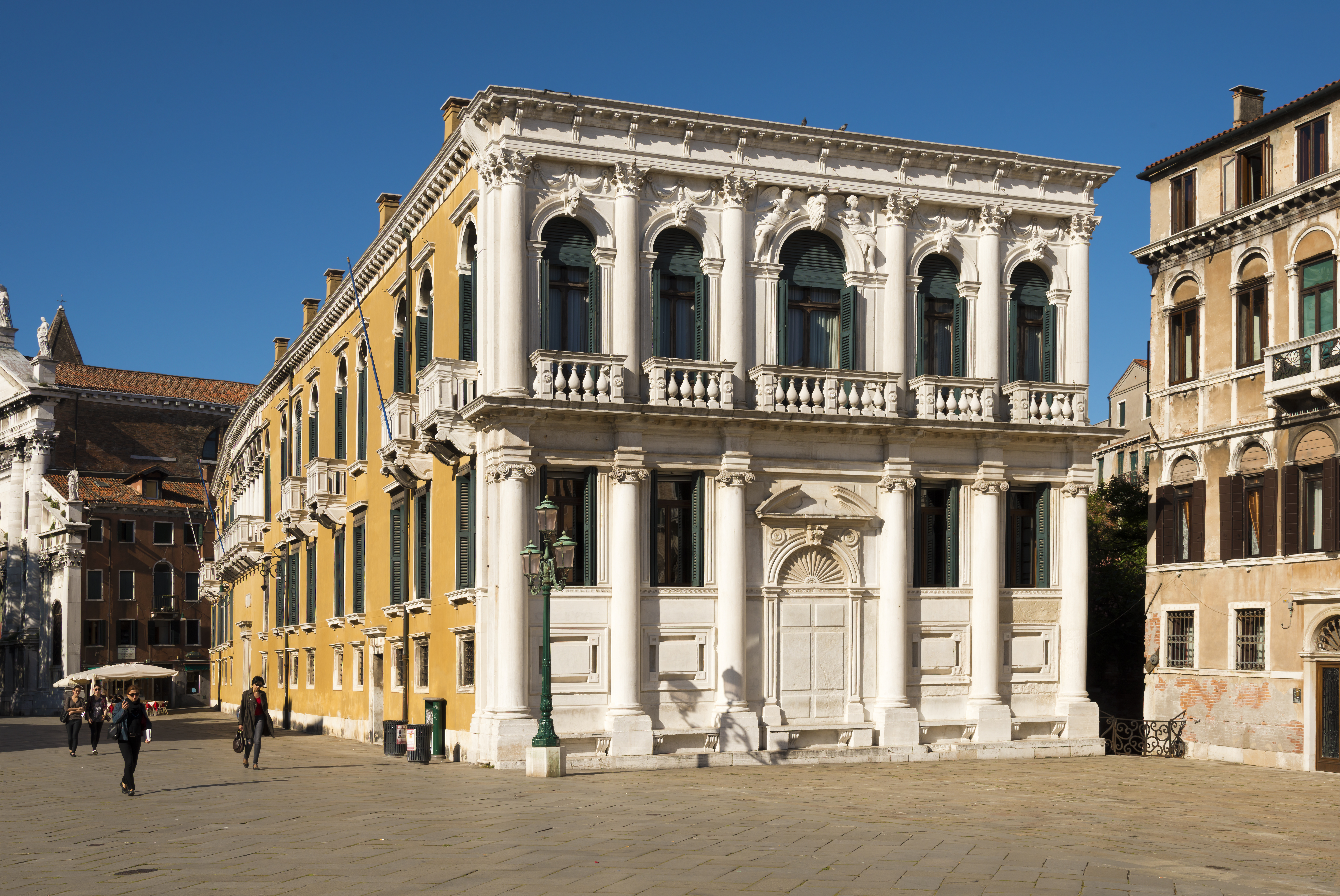
La façade de style palladien (petit côté)

Le palais Loredan a Campo Santo Stefano ou Palazzo Loredan a Campo Santo Stefano est un palais du quartier San Marco de Venise, surplombant le Campo Santo Stefano. Avant son acquisition par la famille Loredan en 1536 et sa restauration par l'architecte Antonio Abbondi, il s'agissait d'un ensemble de bâtiments adjacents, de style gothique, appartenant à la famille Mocenigo. Les bâtiments achetés ont été substantiellement restaurés et transformés en un seul bâtiment pour la résidence de la riche famille noble de Loredan,.

## Histoire
Après la chute de la république de Venise, un héritier de la famille Loredan vendit le bâtiment à un homme d'affaires vers 1802-1805.
En 1813, le bâtiment a été acheté par le Royaume-Uni, et il est devenu le siège du ministère de la Défense avec son tribunal militaire et la résidence du gouverneur.
Entre 1855 et 1862, l'édifice devient le siège de l'Office provincial des bâtiments publics. À cette occasion, des travaux radicaux ont été menés pour convertir l'aile sud du bâtiment en bureaux. Pour cela, une mezzanine a été aménagée au rez-de-chaussée.
En 1888, le bâtiment a été désigné comme siège de l'Institut vénitien des sciences, de la littérature et des arts qui y a été déplacé en 1891. À cette occasion, de nombreux travaux de restauration et d'ameublement ont été réalisés.

## Architecture
À l'origine de style gothique, il a actuellement une façade plus étroite qui occupe une grande partie de la longueur du Campo Santo Stefano et une façade plus petite mais plus riche. La façade à meneaux sur le côté long est composée de 8 fenêtres et de neuf colonnes corinthiennes. Le côté faisant face à Campiello Loredan révèle le style architectural précédent. La façade la plus riche est celle qui regarde vers l'église de Santo Stefano formée par une majestueuse façade en pierre qui rappelle le style du long côté, par Giovanni Gerolamo Grapiglia. À l'intérieur, on peut voir le grand vestibule, obtenu en utilisant de nombreux éléments appartenant aux maisons qui se trouvaient auparavant sur le site. Les chapiteaux des colonnes sont d'origine gothique et ont donc probablement été réutilisés. Pour créer ce hall d'entrée, avec le double escalier menant au rez-de-chaussée, le portique extérieur entre deux bâtiments a été fermé par un mur, et on peut encore voir le puits avec les armoiries de Mocenigo à l'intérieur. Le splendide escalier monumental, qui rappelle la Scala dei Giganti du Palais des Doges, a été réalisé par Antonio Abbondi. L'extérieur du bâtiment dans la version de la restauration de 1500 comprenait la fresque dans la partie longue du bâtiment avec des motifs du style maniériste toscan-romain. L'artiste qui les a peints est Giuseppe Porta, dit Salviati. Les fresques exaltaient les vertus civiques et militaires domestiques de personnages du monde romain tels que : Lucrèce, Clelia, Porsenna et Mucius Scaevola. Ce dernier était vanté comme étant l'ancêtre traditionnel de la famille Loredan.

## Peintures
Au plafond d'une mezzanine, il est possible de voir des peintures de Palma le Jeune et Antonio Vassilacchi datant de 1600. Les quatre tableaux représentant des scènes de l'Ancien Testament ont probablement été déplacés d'autres pièces du palais en 1800.
En 1752, à l'occasion de l'élection de Francesco Loredan comme Doge, une salle du piano nobile a été décorée de fresques. La fresque est attribuée à Giuseppe Angeli et les places à Francesco Zanchi. Toujours dans la même pièce, les stucs ornementaux sont attribués à Giuseppe Ferrari.
D'un intérêt notable est également la fresque de Giovanni Carlo Bevilacqua intitulée Allégorie napoléonienne ; ce tableau a été récemment restauré après la tentative de destruction par les Allemands en 1814.

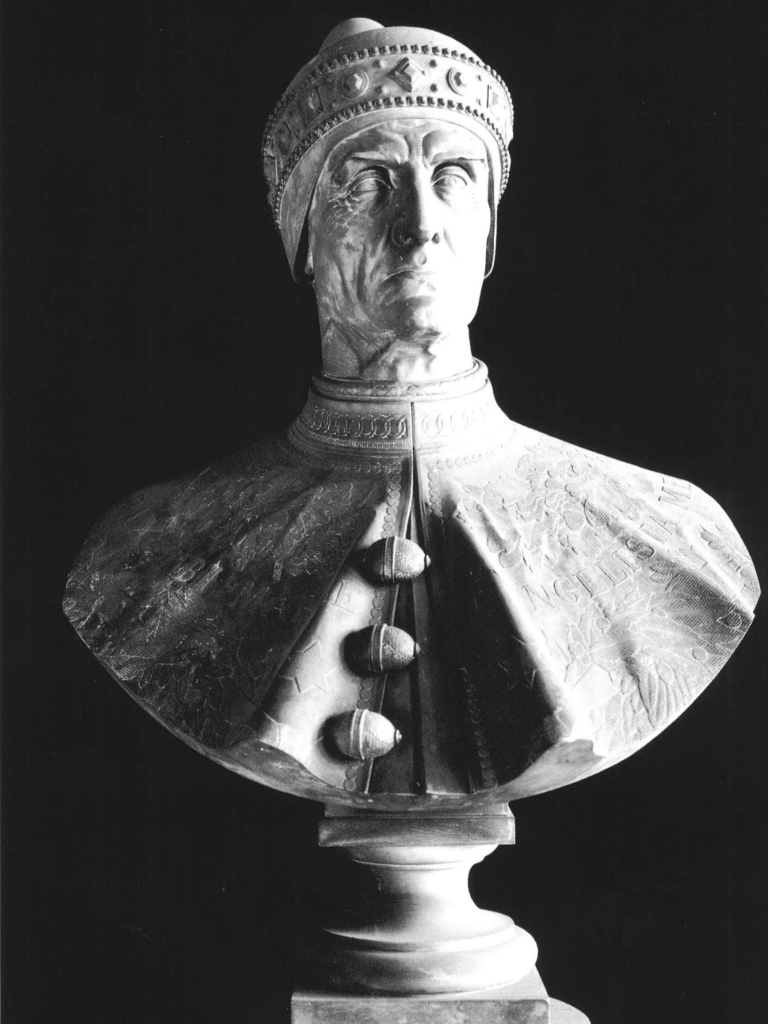
Buste du Doge Leonardo Loredan (règne de 1501 à 1521) dans le Panthéon vénitien

## Panthéon Vénitien
Le Panthéon a été créé en 1847 lorsque, à l'occasion du IXe Congrès des scientifiques italiens, l'Institut vénitien des sciences, des lettres et des arts a demandé de constituer une collection d'images, sous forme de bustes ou de médaillons, des grands Vénitiens, ceux qui se sont distingués dans leur profession (hommes politiques, scientifiques, artistes, militaires, écrivains, etc.), et qui ont longtemps vécu en Vénétie de l'Antiquité au XVIIIe siècle. Les bustes et médaillons qui forment le Panteon Veneto ont été retirés du Palais Ducal en 1955, déposés à la Ca' Pesaro et finalement reçus en 1989 à l'Institut vénitien des sciences, des lettres et des arts du Palazzo Loredan, où ils peuvent actuellement être vus dans le vestibule. Le projet commencé en 1847 s'achève en 1931 : le dernier buste ajouté à la collection est celui de Carlo Gozzi.